# Мартін Кобер

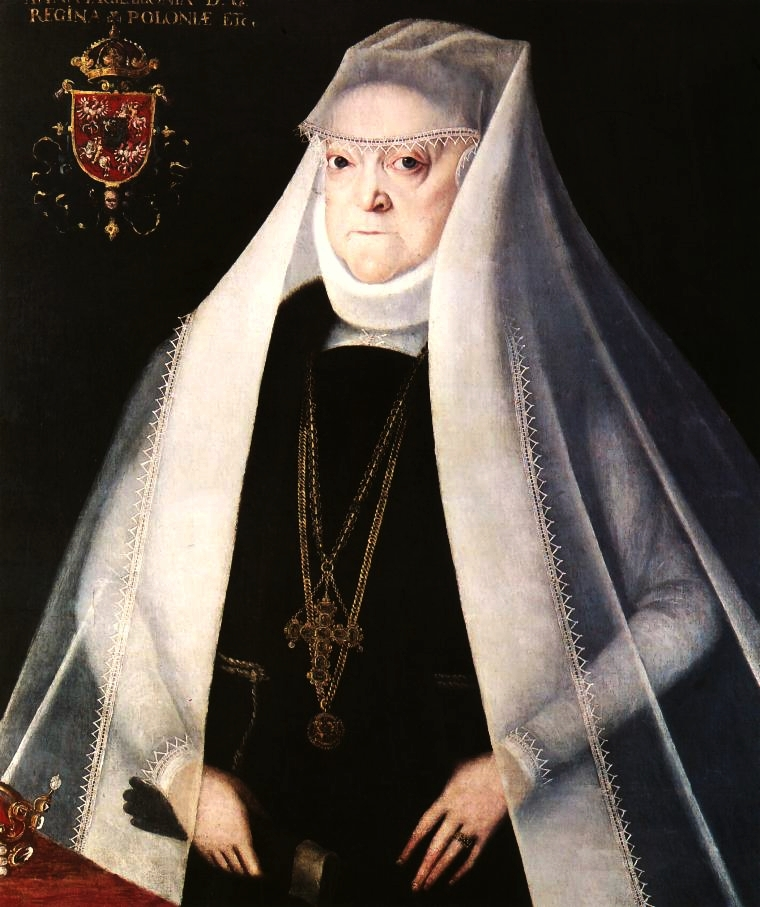
Портрет Анни Ягеллонки близько 1595 р.

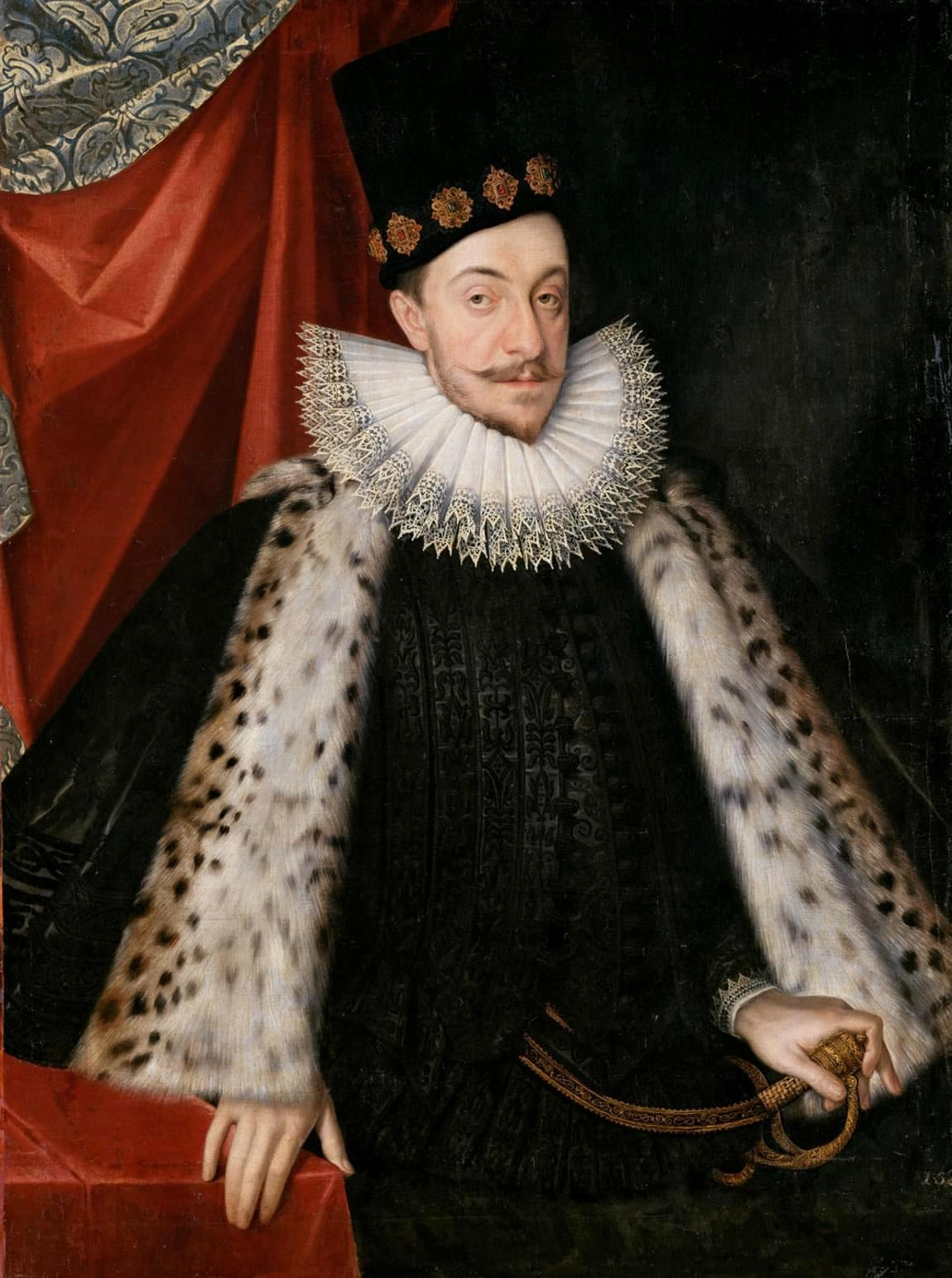
Портрет Сигізмунда III Вази близько 1590 р.

Мартін Кобер (пол. Marcin Kober , нар. бл. 1550, Вроцлав, Польща — 1598, Краків або Варшава, Польща) — німецький придворний живописець при королівському дворі королів Польщі.

## Біографія
Кобер народився у Вроцлаві, тоді відомий як Бреслау, Сілезія. Здобувши освіту художника гільдії, до прибуття в Польщу був мандрівним живописцем в Німеччині, щоб отримати досвід в різних майстернях. Подорожував в Німеччині три роки.
До Польщі він перебрався з Магдебурга і став придворним живописцем короля Стефана Баторія. Після смерті короля в 1586 році виїхав до Вроцлава і звідти в Прагу, де влаштувався при дворі імператора Рудольфа II, де був звільнений від ремісничих обов'язків.
У 1590 році повернувся до Польщі і працював у Кракові та Варшаві придворним живописцем Сигізмунда III Вази.
Мартін Кобер був першим в Польщі живописцем-портретистом. Ним на високому художньому рівні написані кілька портретів володарів Польщі.

## Вибрані твори
- Портрет короля Польщі Стефана Баторія (1583 рік)
- Портрет короля Польщі Сигізмунда III Вази (1590 рік)
- Мініатюра з портретом Сигізмунда III Вази (1591 рік)
- Портрет Королеви Польщі Анни Ягеллонки (1595 рік)
- Портрет Королеви Польщі Анни Габсбург (1595 рік)